# Madeline (Vorname)
Madeline ist ein weiblicher Vorname. Er ist die englische Form des Namens Magdalena.

## Namensträgerinnen
- Madeline Bell (* 1942), US-amerikanische Soul-Sängerin
- Madeline Brewer (* 1992), US-amerikanische Schauspielerin
- Madeline Carroll (* 1996), US-amerikanische Schauspielerin, Synchronsprecherin und Model
- Madeline Angela Clinton-Baddeley (1904–1976), englische Schauspielerin
- Madeline Gier (* 1996), deutsche Fußballspielerin
- Madeline Hills (* 1987), australische Langstrecken- und Hindernisläuferin
- Madeline Juno (* 1995), deutsche Singer-Songwriterin
- Madeline Kahn (1942–1999), US-amerikanische Schauspielerin
- Madeline Manning (* 1948), US-amerikanische Mittelstreckenläuferin und Olympiasiegerin im 800-Meter-Lauf
- Madeline Miller (* 1978), US-amerikanische Schriftstellerin
- Madeline Perry (* 1977), irische Squashspielerin
- Madeline Smith (* 1949), britische Schauspielerin bei Film, Bühne und Fernsehen
- Madeline Weinstein (* 1990), US-amerikanische Schauspielerin
- Madeline Willers (* 1994), deutsche Schlagersängerin
- Madeline Zima (* 1985), US-amerikanische Schauspielerin

Zweitname
- Freya Madeline Stark (1893–1993), englische Forschungsreisende und Reiseschriftstellerin